# ییگر (اکلاهما)
ییگر(به انگلیسی: Yeager) شهری در ایالت اکلاهما کشور ایالات متحده آمریکا است که جمعیت آن در سرشماری سال ۲۰۱۰ میلادی، ۷۵ نفر بوده‌است.